# 1945-ös magyarországi nemzetgyűlési választás
1945. november 4-én tartották a második világháború utáni Magyarországon az első demokratikus nemzetgyűlési választást, melyet a Független Kisgazdapárt nyert meg fölényesen (57%) a három baloldali párt előtt (17% szociáldemokraták, 17% kommunisták, 7% parasztpárt),Ennek ellenére a szovjetek kikényszerítették, hogy koalíciós kormány alakuljon, a miniszteri tárcákat ne a választás arányában osszák, a kommunista párté legyen a belügyi tárca, s náluk maradhasson a 45-től megszerzett fegyveres rendfenntartó testületek fölötti rendelkezés.
A választáson valóban több pártra lehetett szavazni, bár a Horthy-rendszerben szerepet játszó jobboldali pártoknak nem engedélyezték a működését, így a választásokon való részvételét. A választás győztese a Független Kisgazdapárt lett, amely abszolút többséget (57,03%) szerzett a parlamentben. A szovjet megszálló erők által támogatott kommunista párt nyomására mégis koalíciós kormány alakítására kényszerültek a kommunistákkal és a többi párttal. Ezt a kommunisták arra használták fel, hogy alacsony választási eredményük ellenére megszerezzék többek között a belügyi tárcát, melyet a további hatalomszerzés szempontjából kiemelt fontosságúnak ítéltek. A nemzetgyűlés alakulásakor így mindössze a Polgári Demokrata Párt két képviselője számított ellenzékinek. A 409 választott képviselő mellé maga a nemzetgyűlés 10 tekintélyes közéleti személyiséget is behívott tagjai sorába.

## Története

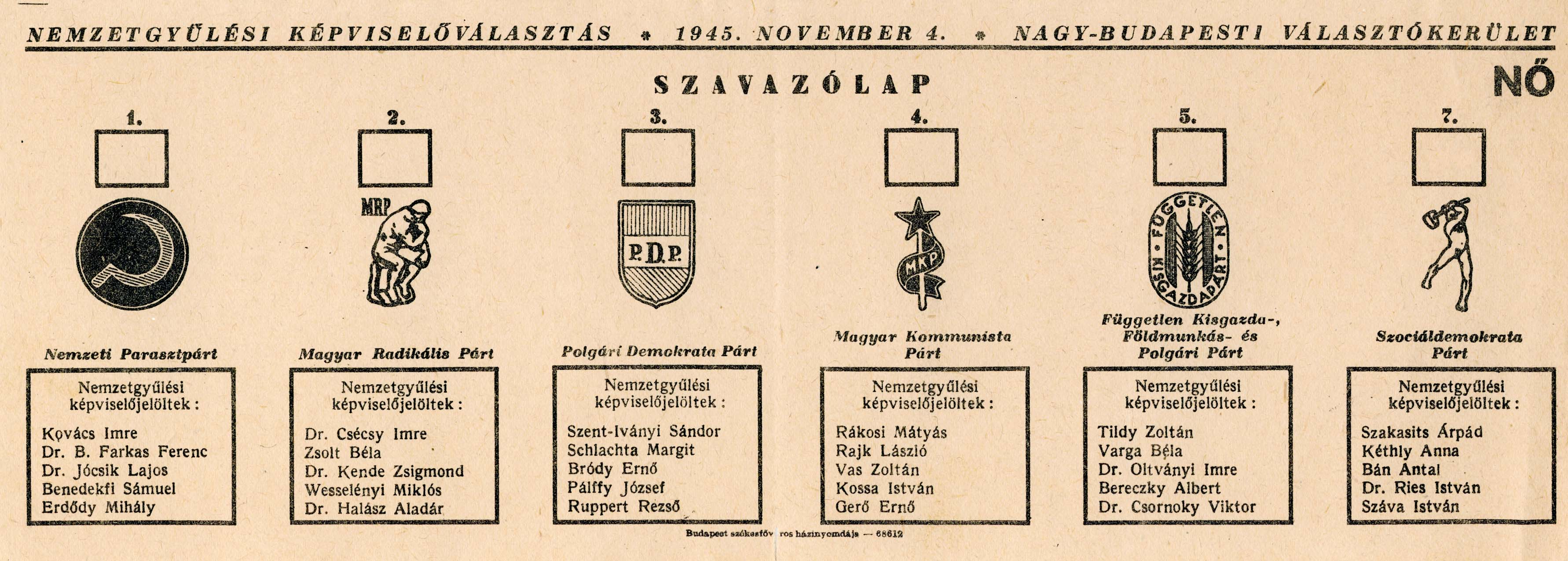
Szavazólap 1945-ben

A választás egy közel másfél éves közjogi bizonytalanságnak és félelemnek vetett véget, mely 1944 márciusában Magyarország német megszállásával kezdődött és az október 15-e után kiterjedt nyilas rémuralomban teljesedett ki. Ez a szovjet bevonulás után megszűnt, ugyanakkor hatalmi űrt hagyott maga után. A nyilasok elűzése után alakult demokratikus, antifasiszta Ideiglenes Nemzetgyűlés 1944. december 22-i nyilatkozatában többek között az „az általános, egyenlő, titkos választójog” mellett is elkötelezte magát, mely az 1945. évi VIII. törvényben öltött alakot. A törvény eltörölte a szavazás addigi kötelező jellegét, megerősítette annak általános és titkos mivoltát, egyúttal eltörölve minden addigi cenzust, valamint a választójogosultság alsó korhatárát férfiaknál és nőknél egyaránt 20 évben határozta meg. Az új választójogi törvény mindenkire vonatkozott, aki Magyarország 1937. december 31-i határain belül lakott, ugyanakkor kizárta a választásból a német nemzetiségűeket. A választásokon így 5 160 499 fő volt jogosult részt venni, ami az 1939-es 2 761 618 főhöz képest 86,87%-os növekedést jelentett. A részvétel csaknem 93%-os volt.
A parlamenti mandátumok pontos számát nem határozta meg a törvény, ugyanis az egy mandátum megszerzéséhez szükséges szavazatok számát rögzítette, tehát az Nemzetgyűlés létszáma függött a választók részvételétől. A parlament a megalakulása előtti ülésén maga jelölhetett ki tíz főt Magyarország szellemi és közéleti vezetői közül, akik így a törvényhozás döntése alapján választás nélkül teljes jogú nemzetgyűlési képviselőkké válhattak. Ezt a számot 1946-ban (1946. évi XI. törvény) tizenkettőre emelték, mielőtt az 1947-es választásra készülve az 1947. évi XXII. törvényben el nem törölték.
A radikális illetve a szélsőjobboldali pártok betiltásával, felszámolásával a választásokat a Magyar Nemzeti Függetlenségi Front (MNFF) és egyben az Ideiglenes Nemzetgyűlés tagjai (FKGP, MKP, SZDP, NPP) 99,51%-os eredménnyel nyerték meg, melyen belül a Baloldali Blokk tagjai összesen 41,24%-ot gyűjtöttek. A fennmaradó két liberális párt nem tudta magát vonzóvá tenni, csak a PDP tudott mandátumhoz jutni és (budapesti szavazóik révén) mindössze csak kettőhöz a négyszázkilencből. Egyedülálló módon a voksolás után semmiféle panaszt nem nyújtottak be a választásokkal kapcsolatban, ami annak legitimációját, tiszta lebonyolításának bizonyságát nagyban növelte.

## Országos listák
A Magyar Közlöny 1945. október 24-i számában közölt országos listák (akkori nevén országos lajstromok).
| Párt     | Nemzeti Parasztpárt | Magyar Radikális Párt | Polgári Demokrata Párt | Magyar Kommunista Párt | Független Kisgazdapárt | Szociáldemokrata Párt |
| -------- | --- | --- | --- | --- | --- | --- |
| Jelöltek | 1. Kovács Imre 2. Illyés Gyula 3. Darvas József 4. Erdei Ferenc 5. B. Farkas Ferenc 6. Jócsik Lajos 7. Sz. Szabó Pál 8. Nánási László 9. S. Szabó Ferenc 10. Sípos Gyula 11. Majláth Jolán 12. Kanyar József 13. Borsos Sándor 14. Molnár József 15. Juhász Géza 16. Boldizsár Iván 17. Szabó József 18. Battha László 19. Somogyi Imre 20. Szabó Pál | 1. Csécsy Imre 2. Zsolt Béla 3. Kende Zsigmond 4. Geleji Dezső 5. Halász Aladár 6. Kun Zsigmond 7. Litván József 8. Vámos Jenő 9. Zoltán Andor 10. Kőrösy Ferenc | 1. Szent-Iványi Sándor 2. Örley Zoltán 3. Bródy Ernő 4. Payr Hugó 5. Füzesséry István 6. Genát Endre 7. Aradi Sándor 8. Horner Jenő 9. Vajda Endre 10. Hubert György 11. Négyessy Árpád 12. Országh József 13. Krehnyay Ede 14. Dusica Ferenc 15. Kárpát Zoltán 16. Geguss Gusztáv 17. Siki Andor 18. Áldor György 19. Papp Gyula 20. Takács Imre | 1. Rajk László 2. Szobek András 3. Rudas László 4. Olt Károly 5. Andics Erzsébet 6. Somogyi Miklós 7. Mód Aladár 8. Papp Lajos 9. Orbán László 10. Piros László 11. Zentai Béla 12. Barta Bertalan 13. Nonn György 14. Horváth Imre 15. Kócsa Mihály 16. Weil Emil 17. Rátz Gyula 18. Hidas Ferenc 19. Czeczey György 20. Kruzslák Béla | 1. Nagy Ferenc 2. Varga Béla 3. Kovács Béla 4. Szentiványi Lajos 5. Filó Soma 6. Tildy Zoltán 7. Kiss Gergely 8. Nagy Vince 9. Vörös Vince 10. Ortutay Gyula 11. Vaszkó Mihály 12. Tombor Jenő 13. Kanta Gyula 14. Andaházi Kasnya Béla 15. Gáspár Vince 16. Harmathy Lajos 17. Györgyi Lajos 18. Hegymegi Kiss Pál 19. Dajkovich Ferenc 20. Reök Iván | 1. Kéthly Anna 2. Buchinger Manó 3. Justus Pál 4. Kertész Miklós 5. Kőműves József 6. Pintér János 7. Vajda Imre 8. Révész Ferenc 9. Schiffer Pál 10. Pásztor Imre 11. Szalai Sándor 12. Brumiller László 13. Szakasits Antal 14. Gesztesi Jenő 15. Sántha Vilmos 16. Hebelt Ede 17. Gartner Pál 18. Baranyai Tibor 19. Várnai Zseni 20. Gács Lajos |

## Választási eredmények

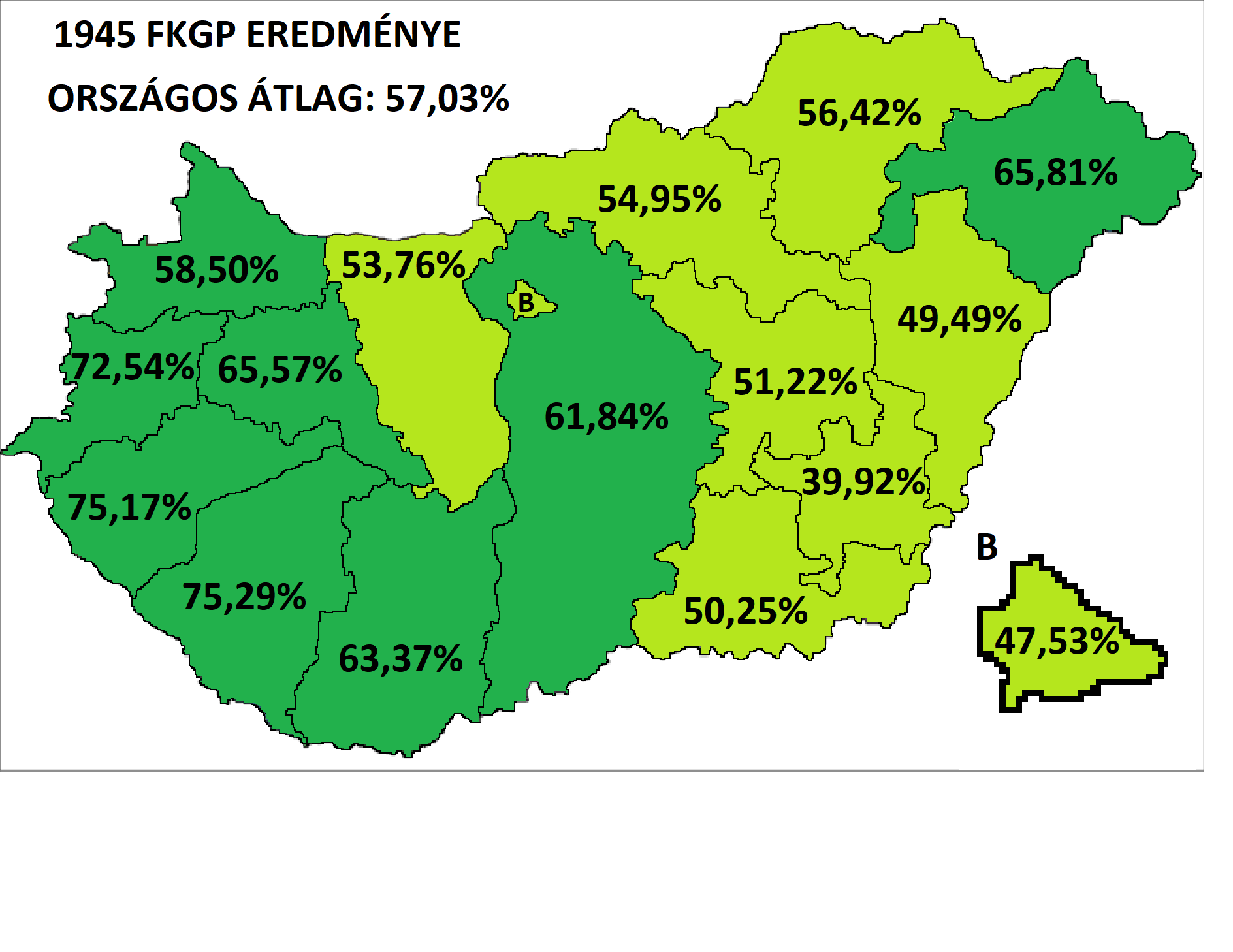
FKGP megyei eredménye

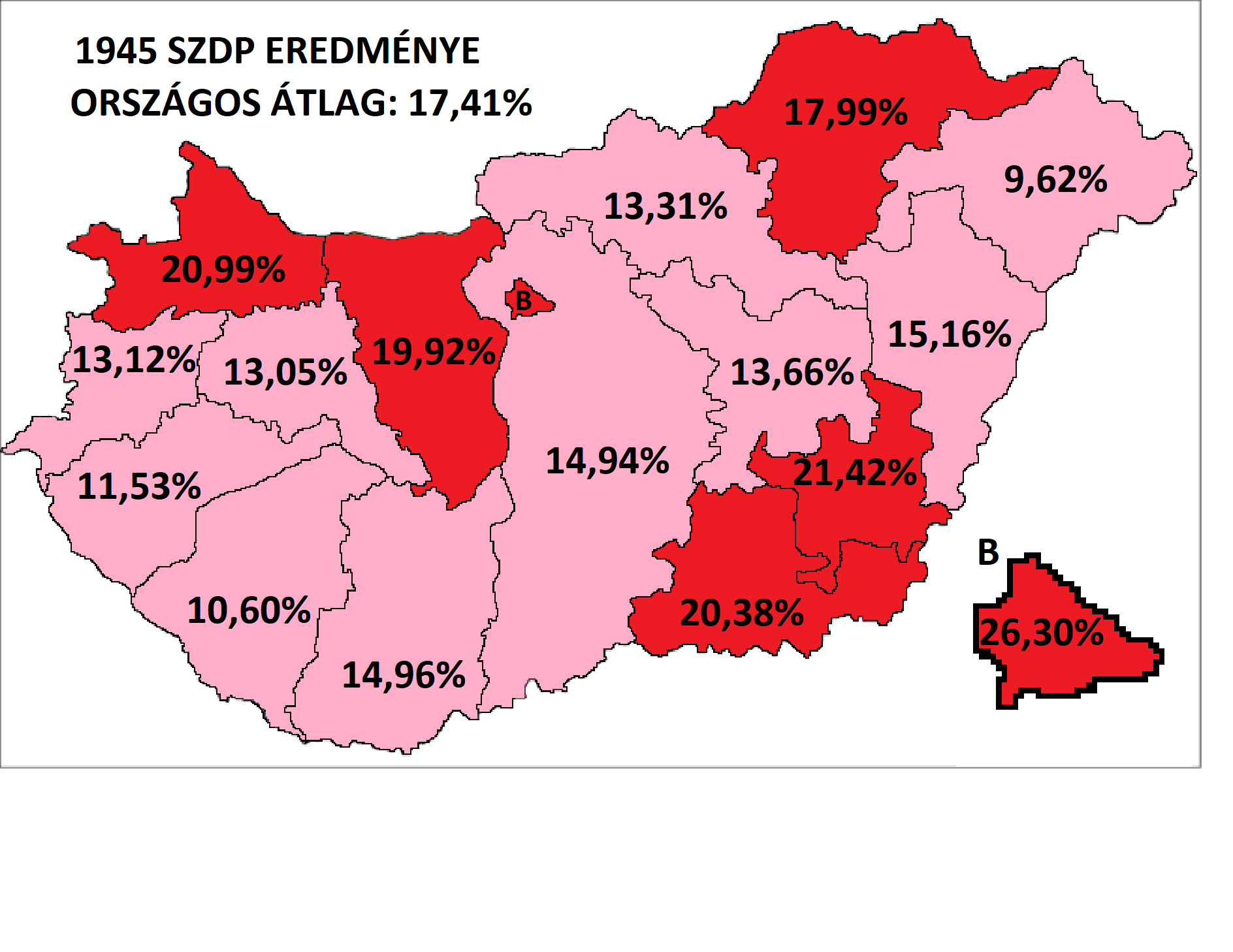
SZDP megyei eredménye

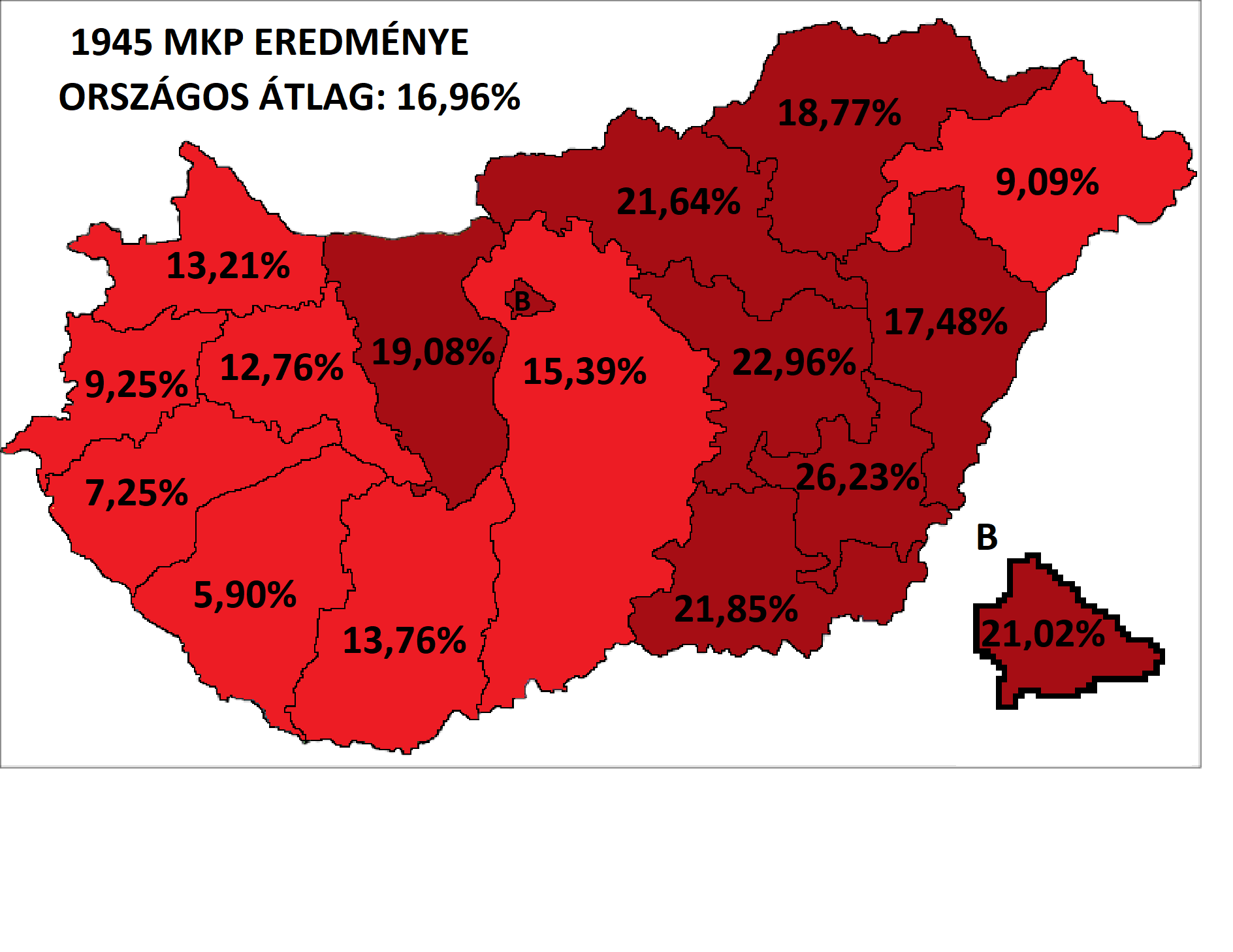
MKP megyei eredményeMKP megyei eredménye

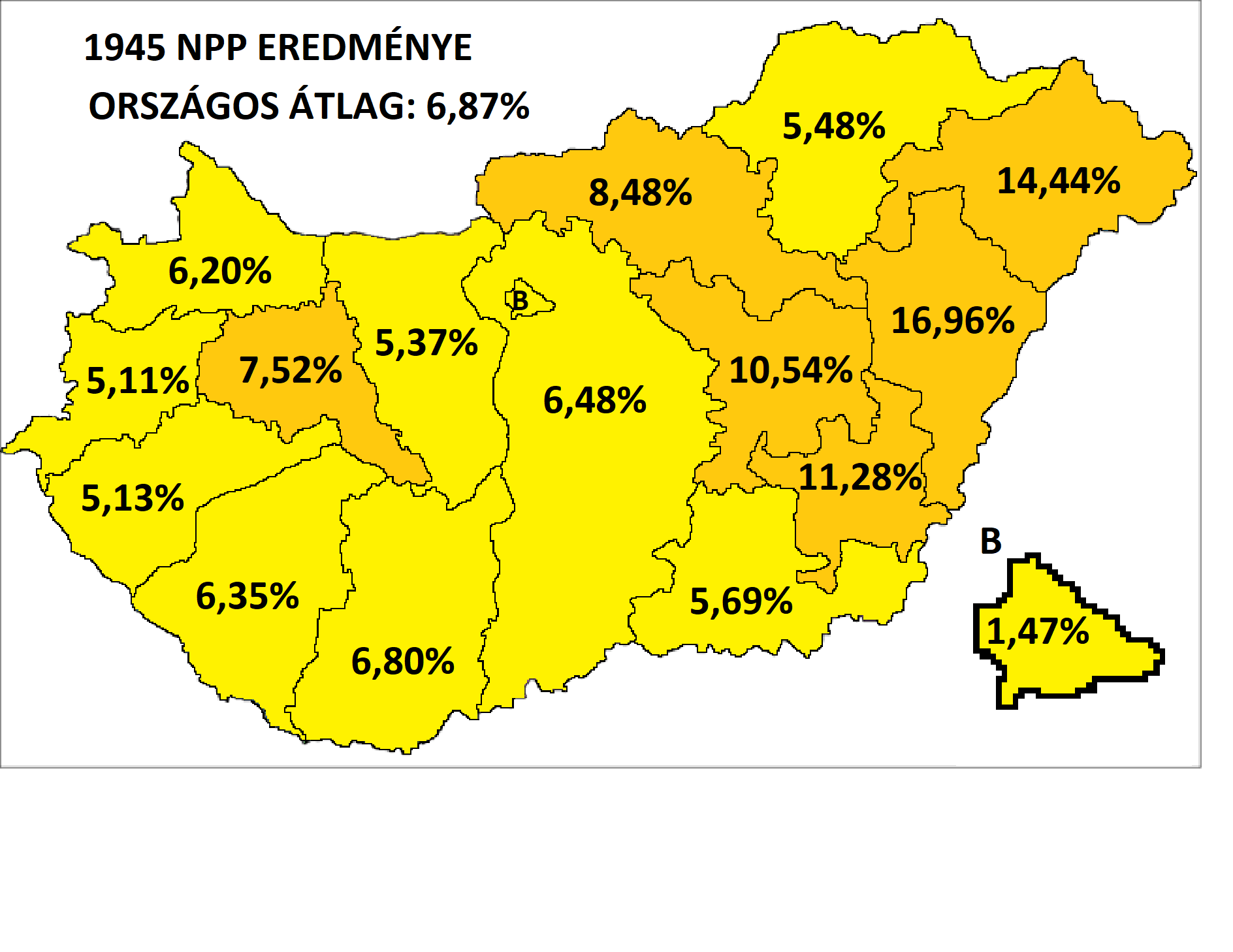
NPP megyei eredménye

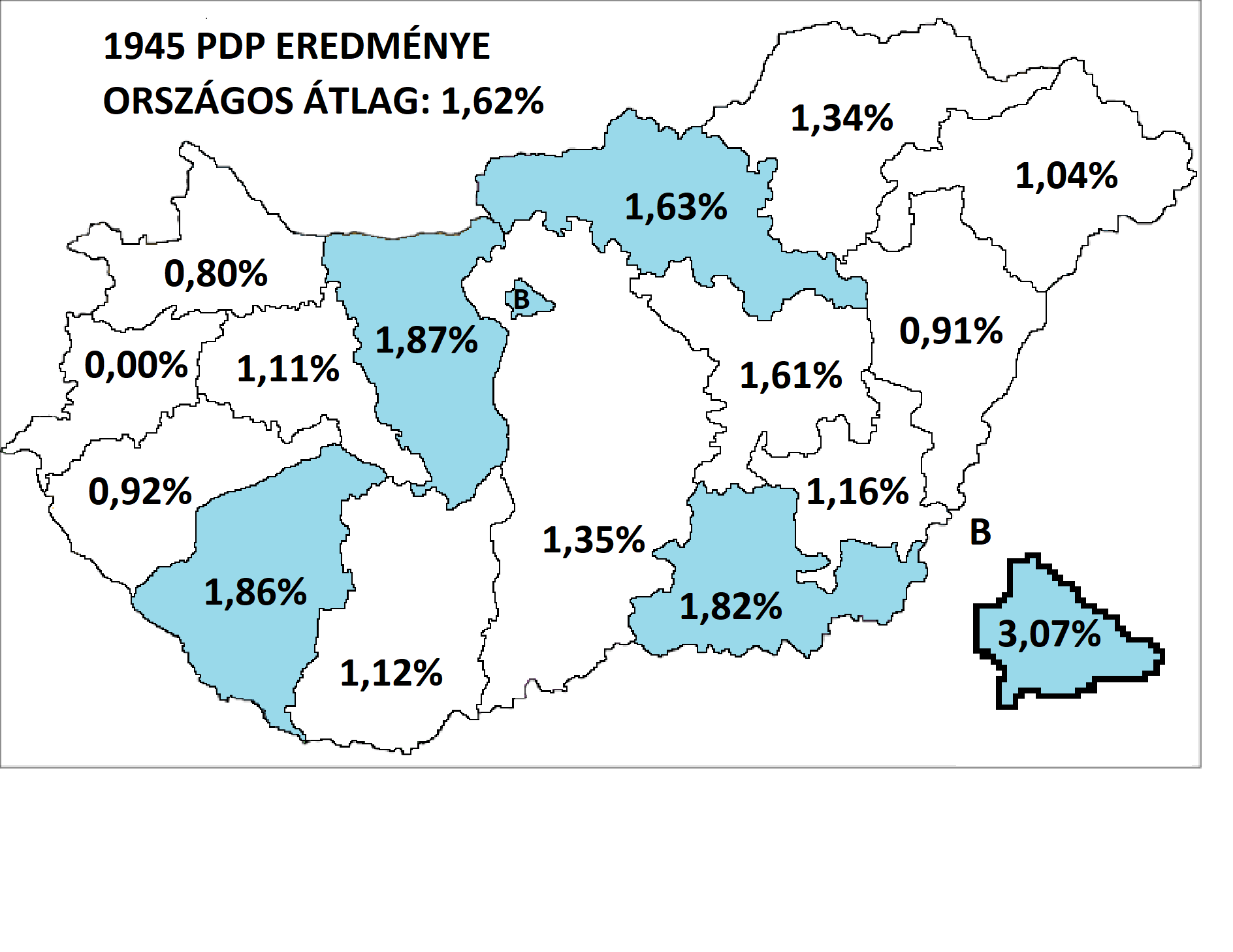
PDP eredménye megyei szinten

| Szervezet                     | Szavazatok száma | Szavazatok aránya | Mandátumok száma | Mandátumok aránya | Parlamenti szerepe |
| ----------------------------- | ---------------- | ----------------- | ---------------- | ----------------- | ------------------ |
| Független Kisgazdapárt (FKGP) | 2 697 262        | 57,03%            | 245              | 59,90%            | kormánypárt        |
| Szociáldemokrata Párt (SZDP)  | 823 260          | 17,41%            | 69               | 16,87%            | kormánypárt        |
| Magyar Kommunista Párt (MKP)  | 801 999          | 16,96%            | 70               | 17,11%            | kormánypárt        |
| Nemzeti Parasztpárt (NPP)     | 324 803          | 6,87%             | 23               | 5,62%             | kormánypárt        |
| Polgári Demokrata Párt (PDP)  | 76 393           | 1,62%             | 2                | 0,49%             | ellenzék           |
| Magyar Radikális Párt (MRP)   | 5 763            | 0,12%             | —                | —                 | nem jutott be      |
| Összesen                      | 4 729 480        | 100%              | 409              | 100%              | —                  |

## Behívott képviselők
A Nemzetgyűlés által külön törvény alapján képviselőnek meghívott – eredetileg nyolc, később tíz, végül tizenkettő – kiemelkedő közéleti személyiség:
- Bölöni György
- Juhász Nagy Sándor
- Károlyi Mihály
- Kodály Zoltán
- Miklós Béla
- Moór Gyula
- Pátzay Pál
- Szent-Györgyi Albert
- Szőnyi István
- Tamási Áron
- Vámbéry Rusztem
- Zsedényi Béla

## Politikai következmények
1945. november 15-én megalakult a Tildy-kormány. 1946. február 1-jén kikiáltották a második Magyar Köztársaságot.